# Tros de Calçó
El Tros de Calçó són uns camps de conreu del municipi de Castell de Mur, al Pallars Jussà, a l'antic terme de Mur, en terres de l'antic poble de Mur.
Estan situats a l'esquerra del barranc de Lloriguer, al sud-oest de Claverol i de la Masia de Claverol, a migdia del Pou del Sastre.